# Messier 61
Messier 61 = NGC 4303  ist eine Spiralgalaxie vom Hubble-Typ SABbc im Sternbild Jungfrau auf der Ekliptik. Sie ist schätzungsweise 66 Millionen Lichtjahre von der Milchstraße entfernt und hat einen Durchmesser von etwa 100.000 Lj. Die Entfernungsmessungen basierend auf den Radialgeschwindigkeiten stimmen nicht mit den rotverschiebungsunabhängigen Entfernungsschätzungen von 48 ± 24 Millionen Lichtjahren überein.

M61 gehört zu den größeren Spiralgalaxien des Virgo-Galaxienhaufens, einer Ansammlung von Galaxien, die alle durch ihre gegenseitige Anziehungskraft zusammengehalten werden.
Das Objekt wurde am 5. Mai 1779 von Barnaba Oriani entdeckt.

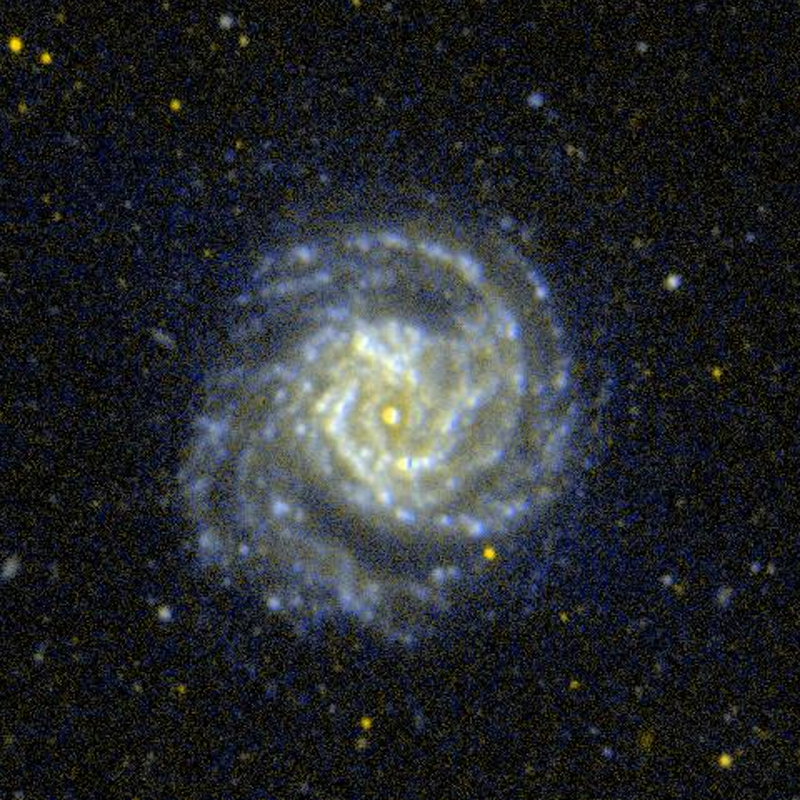
UV-Aufnahme mit GALEX
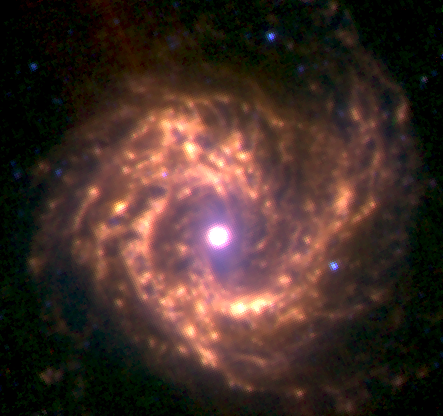
Infrarotaufnahme des Zentrums mit dem Spitzer-Weltraumteleskop
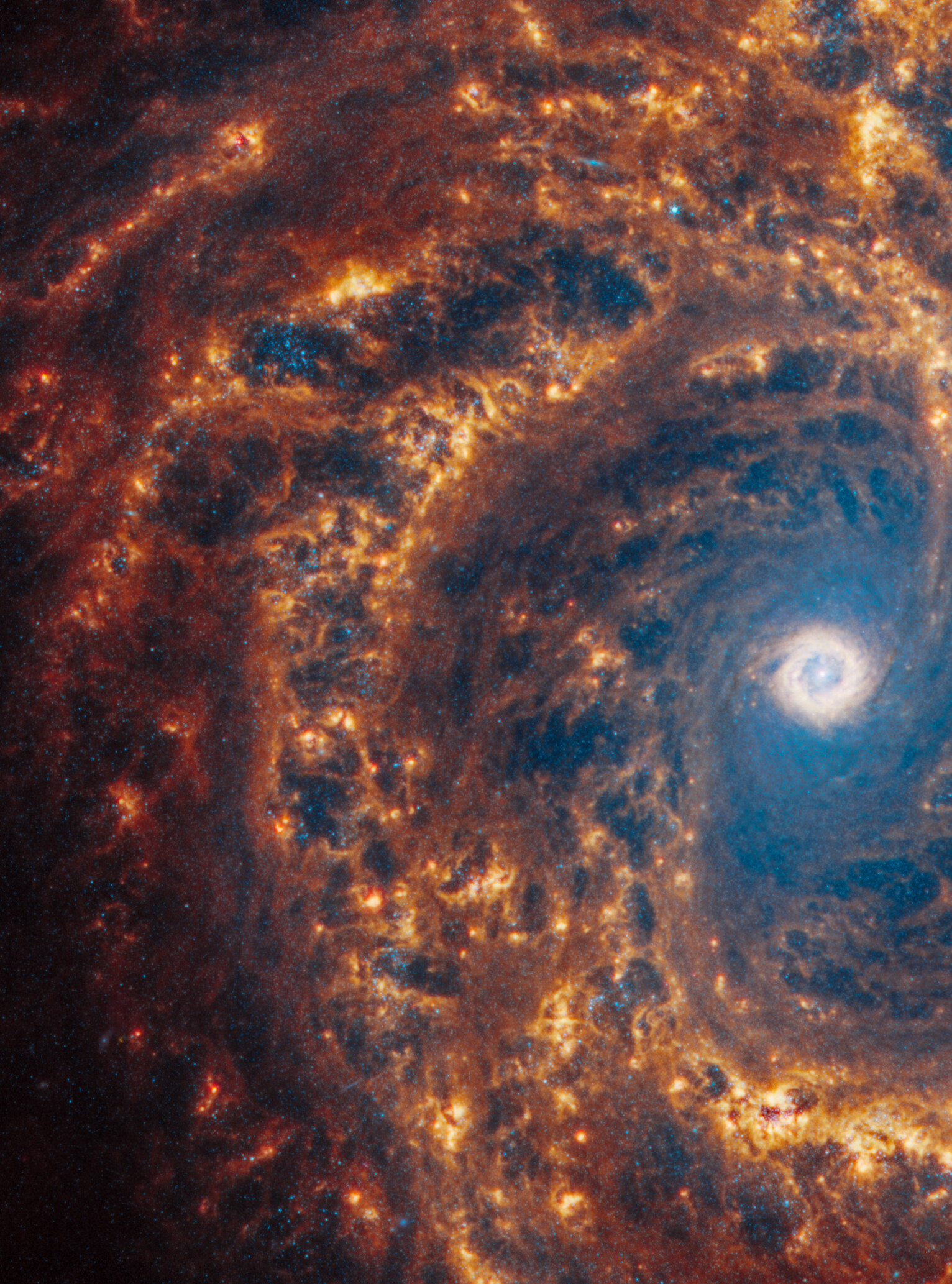
Infrarotaufnahmen mithilfe des James-Webb-Weltraumteleskops
Detaillierte Aufnahme mit der WFC3 des Hubble-Weltraumteleskops kombiniert mit der  mit dem Instrument FORS des Very Large Telescope, welches die H-alpha-Strahlung aufgezeichnet hat.
Hochaufgelöste Aufnahme des Zentrums mittels ACS/HRC des Hubble-Weltraumteleskops
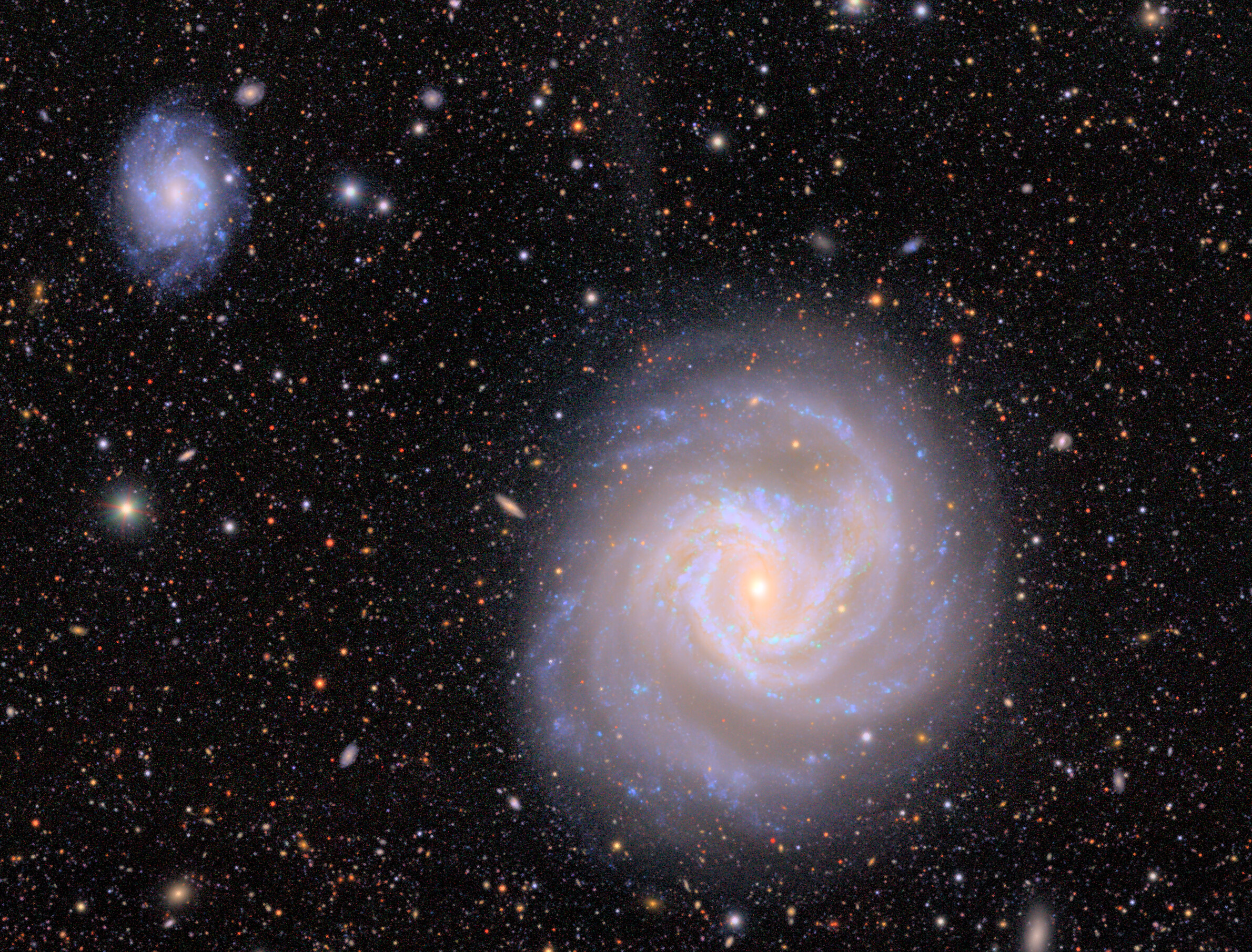
Panoramaaufnahme mithilfe des Vera C. Rubin Observatory